# Ikedella artemiivanovi
Ikedella artemiivanovi is een lepelworm uit de familie Bonelliidae.
De wetenschappelijke naam van de soort werd in 1976 door Murina gepubliceerd.